# Папіно (Іллінойс)
Папіно (англ. Papineau) — селище (англ. village) в США, в окрузі Іроквай штату Іллінойс. Населення — 133 особи (2020).

## Географія
Папіно розташоване за координатами 40°58′2″ пн. ш. 87°42′58″ зх. д. / 40.96722° пн. ш. 87.71611° зх. д. (40.967345, -87.716088).  За даними Бюро перепису населення США в 2010 році селище мало площу 0,58 км², уся площа — суходіл.

## Демографія
Згідно з переписом 2010 року, у селищі мешкала 171 особа в 59 домогосподарствах у складі 48 родин. Густота населення становила 292 особи/км².  Було 67 помешкань (115/км²).
Расовий склад населення:
| - 95,9 % — білих - 1,8 % — азіатів - 0,6 % — чорних або афроамериканців |

До двох чи більше рас належало 1,2 %. Частка іспаномовних становила 4,1 % від усіх жителів.
За віковим діапазоном населення розподілялося таким чином: 23,4 % — особи молодші 18 років, 69,0 % — особи у віці 18—64 років, 7,6 % — особи у віці 65 років та старші. Медіана віку мешканця становила 38,2 року. На 100 осіб жіночої статі у селищі припадало 103,6 чоловіків;  на 100 жінок у віці від 18 років та старших — 101,5 чоловіків також старших 18 років.
Середній дохід на одне домашнє господарство  становив 77 133 долари США (медіана — 81 875), а середній дохід на одну сім'ю — 81 787 доларів (медіана — 92 188). За межею бідності перебувало 20,6 % осіб, у тому числі 29,0 % дітей у віці до 18 років та 0,0 % осіб у віці 65 років та старших.
Цивільне працевлаштоване населення становило 167 осіб. Основні галузі зайнятості: освіта, охорона здоров'я та соціальна допомога — 30,5 %, транспорт — 18,6 %, фінанси, страхування та нерухомість — 16,2 %.